# 南營號沉沒事故
南荣號沉沒事故发生于1970年12月15日，韩国南荣號在釜山港海域遇难，326人遇难。

## 事故
14日午後4時，南營號從濟州島南岸西歸浦港出港、同島東端城山浦港停留後，前往釜山市釜山港。船上搭載338人，超過上限302人。収穫期貨物160公噸、為最大載量4倍。
12月15日午前1時、南營號於対馬島西方100km海上翻覆沉沒。現場附近海域日本漁船救起6人、死亡為326人。損害額船体・貨物為1億700萬。

## 後續
1973年12月，韓國實施旅客船運航管理制度。